# Ville d’Anaunia

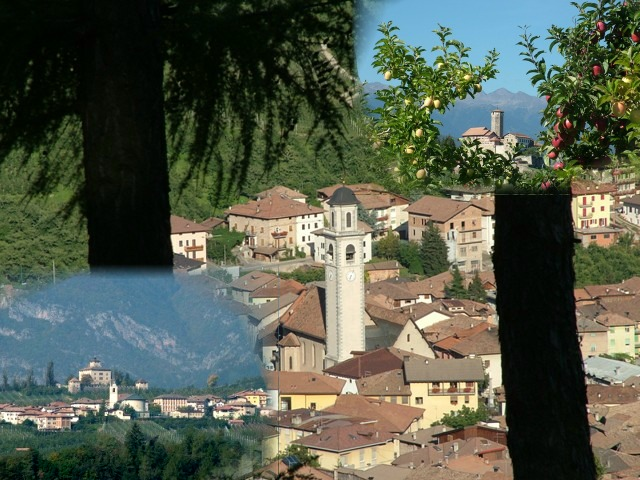
Verschiedene Ansichten des Ortes

Ville d’Anaunia ist eine italienische Gemeinde (comune) mit 4682 Einwohnern (Stand 31. Dezember 2023) in der Provinz Trient (Region Trentino-Südtirol). Sie ist Teil der Talgemeinschaft Comunità della Val di Non.

## Geographie
Ville d’Anaunia ist eine Streugemeinde im Nonstal auf der orographisch rechten Talseite des Flusses Noce an den nördlichen Ausläufern der Brenta-Gruppe. Der Gemeindesitz in Tuenno liegt etwa 30 Kilometer nordnordwestlich von Trient und 4,5 Kilometer südsüdwestlich von Cles dem Hauptort des Tales entfernt.
Die Nachbargemeinden sind Campodenno, Cles, Contà, Denno, Dimaro Folgarida, Molveno, Predaia, Sanzeno, Spormaggiore und Tre Ville.

## Geschichte
Die Gemeinde Ville d’Anaunia entstand 2016 aus dem Zusammenschluss der bis dahin eigenständigen Gemeinden Nanno, Tassullo und Tuenno. 

## Verwaltungsgliederung
Neben Tuenno (Gemeindesitz) gehören zur Gemeinde noch die Fraktionen: Campo, Nanno, Pavillo, Portolo, Rallo, Sanzenone und Tassullo.